# Déclaration universelle des droits de l'animal
La Déclaration universelle des droits de l'animal (DUDA) a été adoptée par la Ligue internationale des droits de l'animal en septembre 1977 à Londres, puis proclamée solennellement le 15 octobre 1978,, à la Maison de l'Unesco à Paris,,. Son texte a été révisé une première fois en 1989, puis en 2018 pour devenir la Déclaration des droits de l'animal (DDA). Elle constitue une prise de position philosophique sur les rapports qui doivent désormais s'instaurer entre l'espèce humaine et les autres espèces animales. Actuellement, cette déclaration n'a aucune portée juridique.

## Histoire

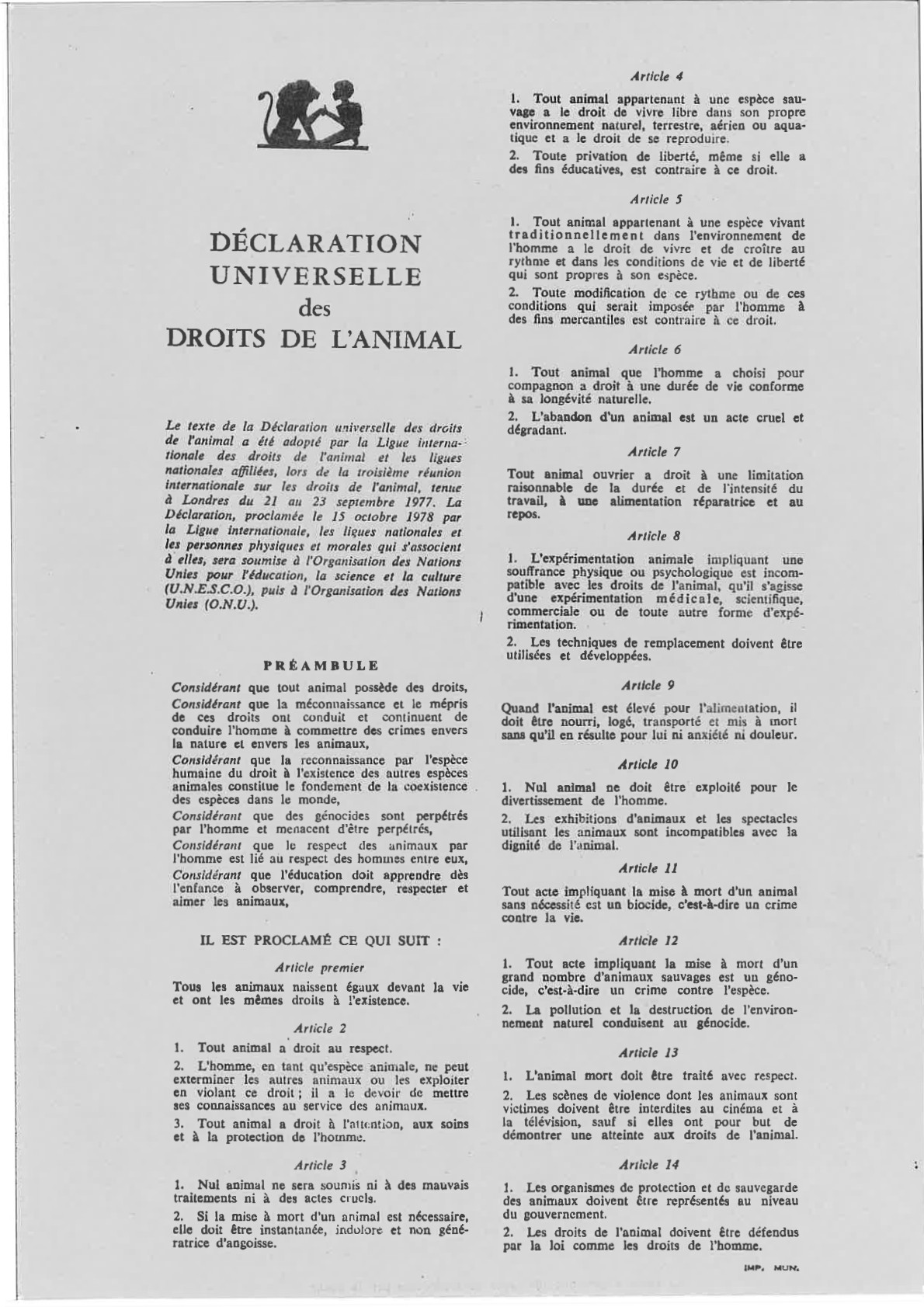
Première version de la Déclaration universelle des droits de l'animal (1978).

Cette déclaration a été rédigée par plusieurs personnalités politiques et universitaires, dont le Prix Nobel Alfred Kastler. Elle fut à l'initiative de la Ligue internationale des droits de l'animal, dont la branche française (aujourd'hui dénommée La Fondation droit animal, éthique et sciences) a grandement participé à l'élaboration du texte,.
Son texte est diffusé par de nombreuses associations de protection animale.
Les rédacteurs de cette charte ont souhaité par cette occasion élargir le champ des droits de l'homme aux animaux, et ils soulignent en préambule que « le respect des animaux par l'homme est lié au respect des hommes entre eux ».
Cette déclaration intervient dans un contexte historique de remise en question du rôle et du statut de l'animal. C'est ainsi que sous la pression de l'opinion publique, des scientifiques de différentes nationalités, commençaient à élaborer des alternatives aux tests sur les animaux, et que la France venait de changer son code civil, classant les animaux non plus comme des biens mobiliers mais comme des êtres sensibles,.
La déclaration universelle des droits de l'animal a fait l'objet d'une deuxième version en 1989, rédigée par la Fondation droit animal, éthique et sciences. Certains chercheurs estiment que cette modification a conduit à un changement de paradigme, qui amène à passer de la nécessité de protéger l'animal pour lui éviter des souffrances à une approche plus philosophique se dirigeant vers l'indifférenciation de l'espèce. Son texte a été révisé une nouvelle fois en 2018 pour devenir la Déclaration des droits de l'animal. Cette version « a pour but d’obtenir le soutien des politiques afin d’être transcrite, au moins dans son esprit de respect envers les animaux, dans les lois et réglementations ».

### Précurseurs
En 1929, André Géraud (1888-1957) fut un précurseur des mouvements consacrés aux droits des animaux,  en publiant à compte d’auteur, sur 160 pages, le livre Déclaration des droits de l’animal.
Auparavant, peuvent être citées les thèses, assez utilitaristes, de Henry S. Salt en 1900 Les droits de l’animal considérés dans leur rapport avec le progrès social, et en 1901 d’Albert Delacourt Les animaux et la loi pénale, étude d’histoire du droit.